# Ambassade de France en Turquie
L'ambassade de France en Turquie est la représentation diplomatique de la République française auprès de la république de Turquie. Elle est située à Ankara, la capitale du pays, et son ambassadrice est, depuis 2023, Isabelle Dumont.

## L'ambassade
L'ambassade, construite de 1933 à 1939 sur les plans de l'architecte Albert Laprade, est située à Ankara, dans le quartier Kavaklıdere du district de Çankaya. Elle accueille aussi une section consulaire.
Le terrain où se trouve l'ambassade actuelle comprend une parcelle proposée par le gouvernement turc en 1928, en réponse à une promesse faite aux pays étrangers en 1923 de trouver un site pour héberger les futures représentations diplomatiques à Ankara et non plus à Constantinople (ville qui sera officiellement renommée Istanbul en 1930). La parcelle proposée aux Français, trop petite, est agrandie l'année suivante grâce à l'achat d'un terrain adjacent qui appartenait à l'écrivain et diplomate Yakup Kadri. Le bâtiment commence à accueillir le personnel de l'ambassade en 1937.
Le Salon des fêtes, utilisé pour les réceptions en hiver, dispose entre autres d'un mobilier de style Louis XV et d'une tapisserie de Charles Le Brun qui représente une rencontre entre Louis XIV et Philippe IV d'Espagne.
Une école maternelle du lycée français Charles-de-Gaulle d'Ankara est située dans le parc de l'ambassade de France.

## Histoire
Hervé Magro est rappelé « pour consultation » à Paris le 24 octobre 2020 par Emmanuel Macron, à la suite de propos du président turc, Recep Tayyip Erdoğan,.

### Palais de France
Le palais de France est le siège de l'ancienne ambassade, située à Istanbul jusqu'à son transfert vers Ankara amorcé en 1922. Elle reste de nos jours la résidence de l'ambassadeur lorsque ce dernier se trouve à Istanbul.

## Ambassadeurs de France en Turquie
Les ambassadeurs de France en Turquie depuis 1535 sont les suivants, :

### Ancien Régime

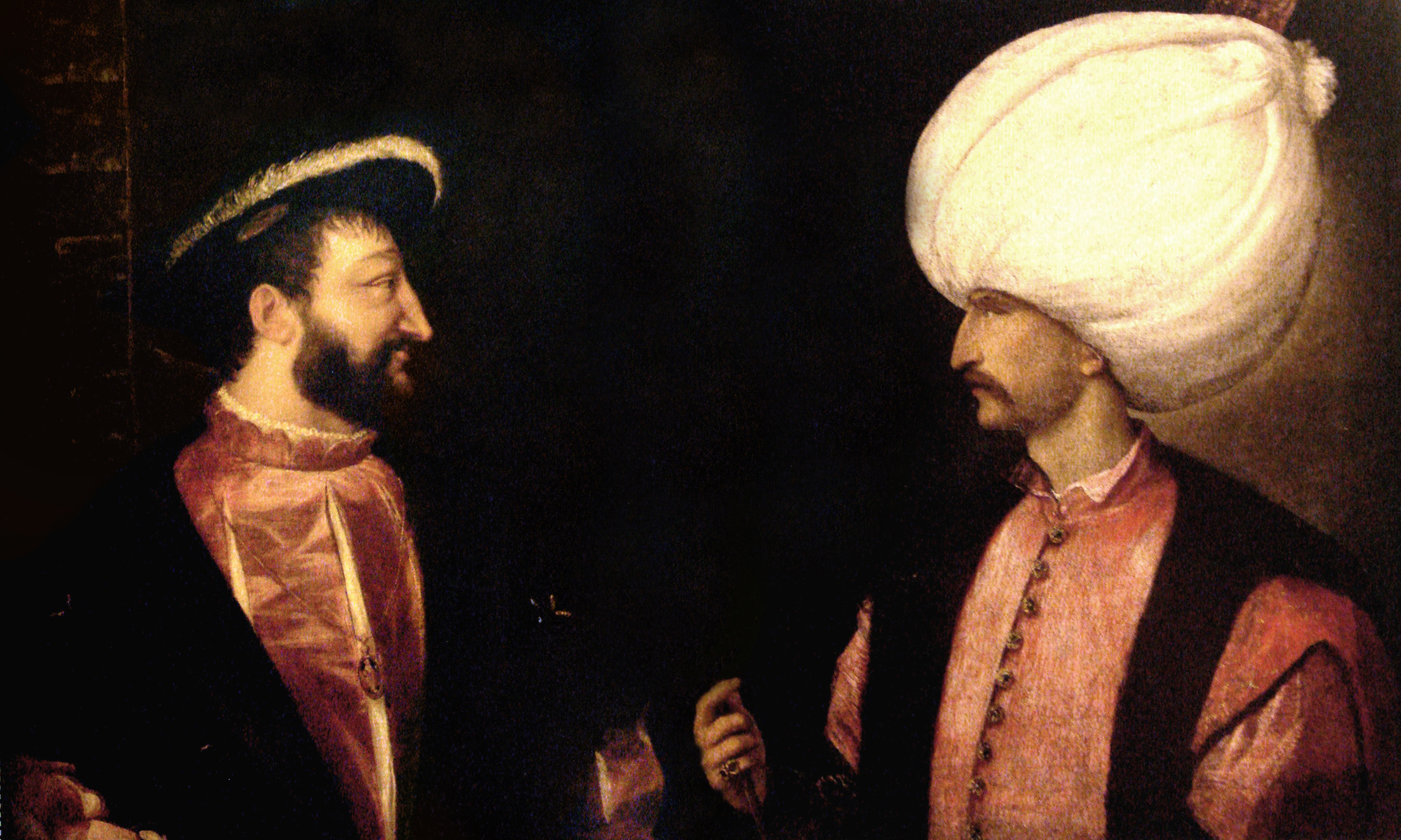
Les pères de l'alliance franco-ottomane, François Ier (à gauche) et Soliman le Magnifique (à droite), peints séparément par Titien vers 1530.

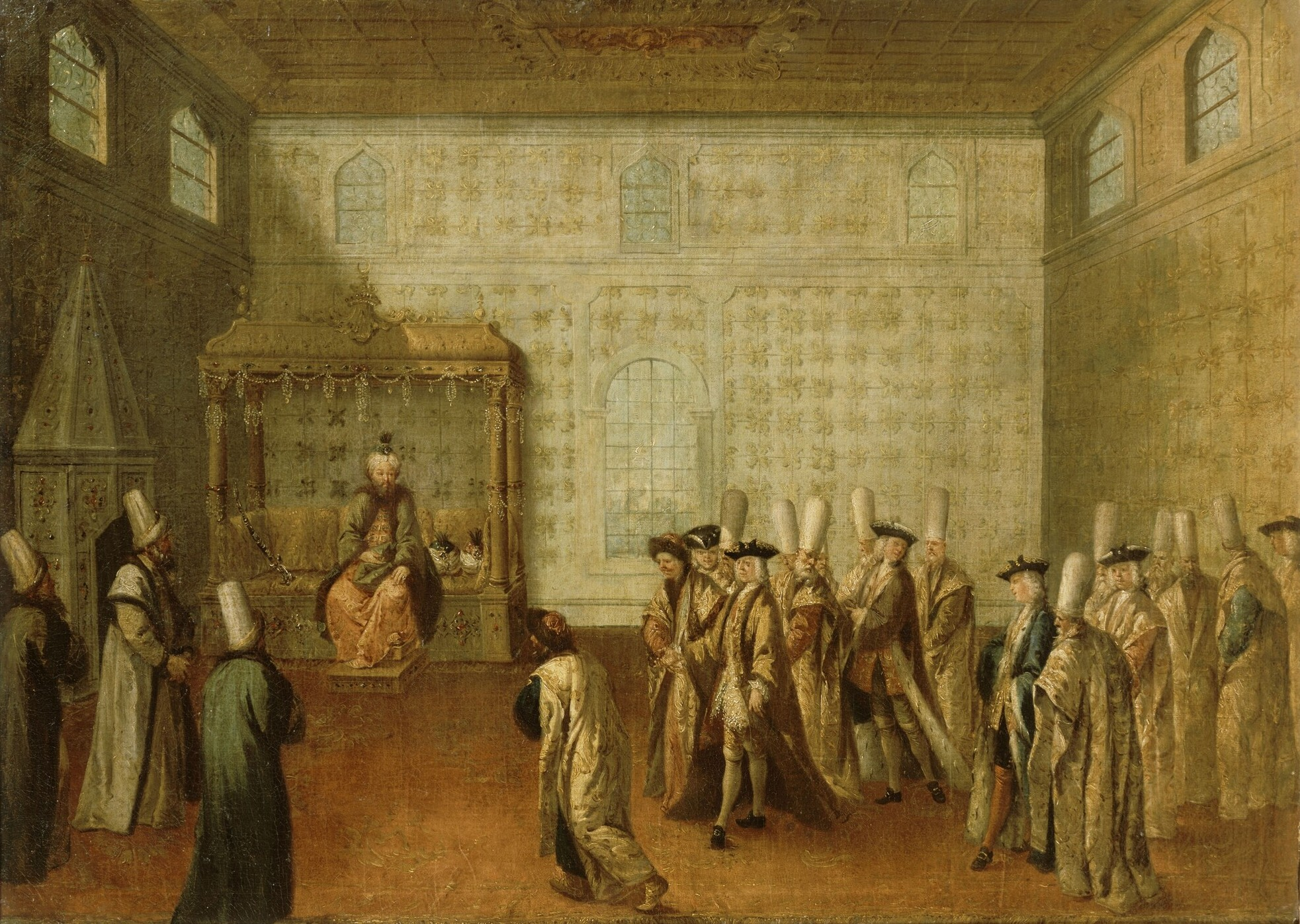
Ahmed III recevant l'ambassadeur Charles de Ferriol en 1699 ; peinture de Jean-Baptiste van Mour.

L'ambassade est établie à Constantinople.
- Jean de La Forest 1535-1538
- Antoine de Rincon 1538-1541
- Antoine Escalin des Aimars[7] 1541-1547
- Gabriel de Luetz ou Luelz, seigneur d’Aramon 1547-1553
- Michel de Codignac 1553-1556
- Jean Cavenac de la Vigne, seigneur d’Auvilliers 1556-1566
- Guillaume de Grandchamp de Grantrie 1566-1571
- François de Noailles, évêque de Dax 1571-1575
- Gilles de Noailles, abbé de l'Isle 1575-1579
- Jacques de Germigny, baron de Germolles 1579-1585
- Jacques Savary (en), seigneur de l’Ancosme 1585-1589
- François Savary de Brèves 1589-1607
- Jean-François de Gontaut-Biron, baron de Salignac 1607-1611
- Achille de Harlay de Sancy 1611-1620
- Philippe de Harlay, comte de Césy, cousin du précédent 1620-1631
- Henry de Gournay, comte de Marchéville 1631-1639
- Jean de La Haye, seigneur de Vantelet 1639-1665
- Denis de La Haye, seigneur de Vantelet, fils du précédent 1665-1670
- Charles François Olier, Marquis de Nointel 1670-1679
- Gabriel Joseph La Vergne, comte de Guilleragues 1679-1685
- Pierre de Girardin, seigneur de Vaubreuil 1686-1689
- Pierre Antoine Castagnères, marquis de Châteauneuf 1689-1692
- Charles de Ferriol, marquis d’Argental 1692-1711
- Pierre Puchot, comte des Alleurs 1711-1716
- Jean-Louis d'Usson de Bonnac 1716
- Jean-Baptiste Louis Picon, vicomte d’Andrezel 1724-1728
- Louis Sauveur de Villeneuve 1728-1741
- Michel-Ange Castellane 1741-1747
- Roland Puchot, comte des Alleurs 1747-1755
- Charles Gravier de Vergennes 1755-1768
- François-Emmanuel Guignard comte de Saint-Priest 1768-1784
- Marie-Gabriel-Florent-Auguste de Choiseul-Gouffier 1784-1792

### Révolution et Premier Empire
- Charles-Louis Huguet de Sémonville 1792-1796 non installé
- Jean-Baptiste Annibal Aubert du Bayet 1797
- Guillaume Marie-Anne Brune 1802-1806
- Horace Sébastiani 1806-1812
  - Just Pons Florimond de Faÿ de La Tour-Maubourg : deuxième secrétaire puis chargé d'affaires (1806-1812)
- Antoine François Andréossy 1812-1814

### XIXeetXXesiècles
- Charles François Riffardeau de Rivière 1815-1821
- Florimond de Fay La Tour Maubourg 1821-1823
  - Jean-Guillaume Hyde de Neuville : nommé à Constantinople, il préféra Lisbonne[8]
- Armand Charles Guilleminot 1823-1832
- Albin Roussin 1832-1839
- Edouard Pontois 1839-1841
- François-Adolphe de Bourqueney 1844-1851
- Charles La Valette 1851-1853
- Edmond de Lacour 1853-1853
- Achille Baraguey d'Hilliers 1853-1855
- Edouard Thouvenel 1855-1860
- Charles de La Valette 1860-1861
- Léonel de Moustier 1861-1866
- Nicolas Prosper Bourée 1866-1870
- Arthur de La Guéronnière 1870
- Melchior de Vogüé 1871-1875
- Jean-François Guillaume Bourgoing 1875-1877
- Hugues Fournier 1877-1880
- Charles-Joseph Tissot 1880-1882
- Emmanuel Henri Victurnien de Noailles 1882-1886
- Gustave Lannes de Montebello 1886-1891
- Paul Cambon 1891-1898
- Jean Antoine Ernest Constans 1898-1909
- Maurice Bompard 1909-1914

L'ambassade est transférée à Ankara en 1922.
- Albert Sarraut 1925-1926
- Emile Daeschner 1926-1928
- Charles Pineton de Chambrun 1928-1933
- Albert Kammerer 1933-1936
- Henri Ponsot 1936-1938
- René Massigli 1938-1940
- Jean Helleu 1941-1942, qui rejoint la France libre
- Gaston Bergery 1942-1944

### Depuis 1943
| De   | À    | Ambassadeur                     |
| ---- | ---- | ------------------------------- |
| 1944 | 1948 | Gaston Maugras                  |
| 1948 | 1952 | Jean Lescuyer                   |
| 1952 | 1955 | Jacques Tarbé de Saint-Hardouin |
| 1955 | 1957 | Jean-Paul Garnier               |
| 1957 | 1963 | Henry Spitzmüller               |
| 1963 | 1965 | Bernard Hardion                 |
| 1965 | 1970 | Gontran Begoügne de Juniac      |
| 1970 | 1973 | Arnaud Wapler                   |
| 1973 | 1977 | Roger Vaurs                     |
| 1977 | 1981 | Émile Cazimajou                 |
| 1981 | 1985 | Fernand Rouillon                |
| 1985 | 1988 | Philippe Louet                  |
| 1988 | 1991 | Éric Rouleau                    |
| 1991 | 1996 | François Dopffer                |
| 1996 | 1999 | Daniel Lequertier               |
| 1999 | 2000 | Jean-Claude Cousseran           |
| 2000 | 2004 | Bernard Garcia                  |
| 2004 | 2007 | Paul Poudade                    |
| 2007 | 2011 | Bernard Émié                    |
| 2011 | 2015 | Laurent Bili                    |
| 2015 | 2020 | Charles Fries                   |
| 2020 | 2023 | Hervé Magro                     |
| 2023 | auj. | Isabelle Dumont                 |

## Relations diplomatiques
La France a eu une ambassade permanente dans l'Empire ottoman à partir de 1535, à l'époque de l'alliance franco-ottomane voulue par le roi François Ier et le sultan Soliman le Magnifique. Elle est considérée comme le prédécesseur direct de l'actuelle ambassade de France en république de Turquie.

## Consulats

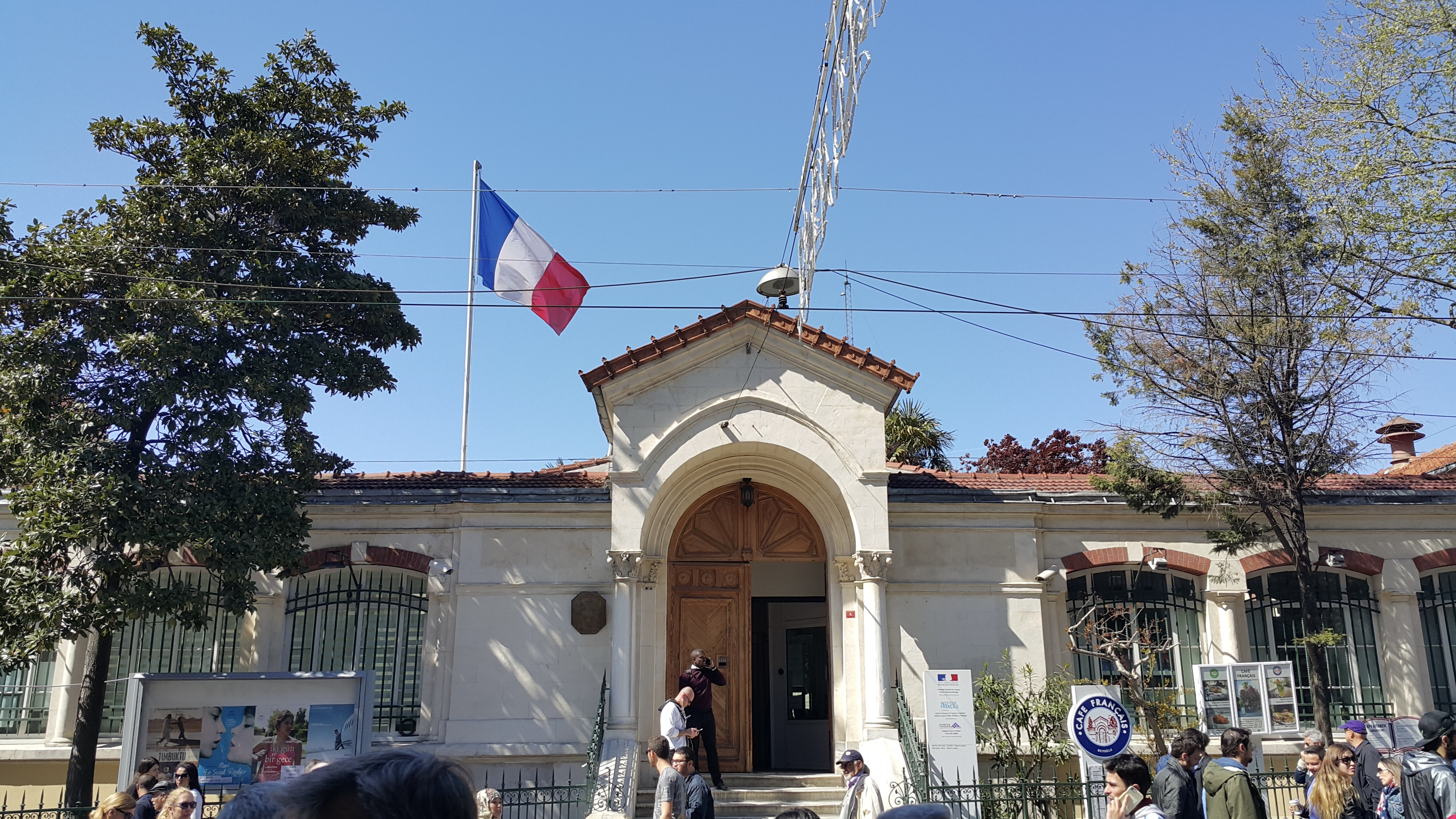
Consulat général de France à Istanbul.

Circonscriptions consulaires en Turquie.

Outre la section consulaire établie au sein de l'ambassade d'Ankara, il existe un consulat général situé à Istanbul. La section consulaire d'Ankara couvre les provinces suivantes : Adana • Adıyaman • Afyon • Ağrı • Aksaray • Amasya • Ankara • Antalya • Ardahan • Artvin • Bartın • Batman • Bayburt • Bingöl • Bitlis • Bolu • Burdur • Çankırı • Çorum • Diyarbakır • Düzce • Elazığ • Erzincan • Erzurum • Eskişehir • Gaziantep • Giresun • Gümüşhane • Hakkari • Hatay • Iğdır • Isparta • Kahramanmaraş • Karabük • Karaman • Kars • Kastamonu • Kayseri • Kilis • Kırıkkale • Kırşehir • Konya • Malatya • Mardin • Mersin • Muş • Nevşehir • Niğde • Ordu • Osmaniye • Rize • Samsun • Siirt • Sinop • Şırnak • Sivas • Tokat • Trabzon • Tunceli • Van • Yozgat • Zonguldak.
Le consulat général d'Istanbul couvre les provinces suivantes : Aydın • Balıkesir • Bilecik • Bursa • Çanakkale • Denizli • Edirne • İstanbul • İzmir • Kırklareli • Kocaeli • Kütahya • Manisa • Muğla • Sakarya • Şanlıurfa • Tekirdağ • Uşak • Yalova.
Six consuls honoraires exercent à Antalya, İskenderun, İzmir, İnegöl, Bodrum et Edirne.

### Communauté française
Au 31 décembre 2016, 9 851 Français sont inscrits sur les registres consulaires en Turquie. Au 31 décembre 2014, les inscrits étaient ainsi répartis entre les deux circonscriptions : Istanbul : 6 084 • Ankara : 1 832. Ils représentent la quatrième communauté occidentale, après les Allemands, les Britanniques et les Américains.
| 2001  | 2002  | 2003  | 2004  |
| ----- | ----- | ----- | ----- |
| 3 432 | 3 648 | 3 808 | 3 953 |

| 2005  | 2006  | 2007  | 2008  |
| ----- | ----- | ----- | ----- |
| 4 184 | 4 719 | 4 947 | 5 443 |

| 2009  | 2010  | 2011  | 2012  |
| ----- | ----- | ----- | ----- |
| 5 766 | 6 109 | 6 630 | 7 367 |

| 2013  | 2014  | 2015  | 2016  |
| ----- | ----- | ----- | ----- |
| 7 916 | 8 470 | 9 029 | 9 851 |

### Circonscriptions électorales
Depuis la loi du 22 juillet 2013 réformant la représentation des Français établis hors de France avec la mise en place de conseils consulaires au sein des missions diplomatiques, les ressortissants français de la Turquie élisent pour six ans trois conseillers consulaires. Ces derniers ont trois rôles : 
1. ils sont des élus de proximité pour les Français de l'étranger ;
2. ils appartiennent à l'une des quinze circonscriptions qui élisent en leur sein les membres de l'Assemblée des Français de l'étranger ;
3. ils intègrent le collège électoral qui élit les sénateurs représentant les Français établis hors de France.

Pour l'élection à l'Assemblée des Français de l'étranger, la Turquie appartenait jusqu'en 2014 à la circonscription électorale d'Athènes, comprenant aussi Chypre et la Grèce, et désignant trois sièges. La Turquie appartient désormais à la circonscription électorale « Europe du Sud » dont le chef-lieu est Rome et qui désigne cinq de ses 21 conseillers consulaires pour siéger parmi les 90 membres de l'Assemblée des Français de l'étranger.
Pour l'élection des députés des Français de l’étranger, la Turquie dépend de la 8e circonscription.